# Berta Castañé García
Berta Castañé (Sabadell, 5 de novembre de 2002) és una actriu i model catalana. Coneguda principalment per interpretar a Júlia Codina a la telenovela Com si fos ahir (2017 fins al present), Nuria Vega Valverde a la sèrie Bajo sospecha (2015, episodis 1 a 6), i Carolina Solozábal a la sèrie El secreto de Puente Viejo (2019-2020).

## Biografia
Berta Castañé va néixer el 5 de novembre de 2002 a Sabadell (Vallès Occidental, Catalunya), els seus pares es diuen Núria i Juan Carlos i té un germà i una germana. El seu germà es diu Joan, mentre que la seva germana es diu Carla.

## Carrera
Berta Castañé va començar la seva carrera l'any 2013 com a model per a Les enfants de l'Eden. Posteriorment, l'any 2015 va començar la seva carrera com a actriu i va ser escollida per interpretar el paper de Núria Vega Valverde a la sèrie policial Bajo sospecha, produïda per Bambu Producciones. Posteriorment, va aparèixer a la pel·lícula de televisió La española inglesa en el paper de Tamsi. També va ser ambaixadora de la marca d'Hortensia Maeso Girls i, entre d'altres, va protagonitzar la campanya The Sweet Escape.
El 2016 va interpretar el paper de Laia Nena a la pel·lícula per a televisió Laia. També l'any 2016 va interpretar el paper d'Aina Nena a la pel·lícula Oh, quina joia!, dirigida per Ventura Pons.
El 2016 va aparèixer a la sèrie Big Band Clan com Ana. Del 2017 (fins al present - 2022), protagonitza la sèrie de televisió Com si fos ahir en el paper de Júlia Codina. Així mateix, l'any 2017 va ser la sèrie més llarga de la història de la televisió espanyola.
L'any 2018 va interpretar el paper d'Anna Maria a la pel·lícula Miss Dalí, dirigida per Ventura Pons. El 2019 va protagonitzar la sèrie Días de Navidad. El mateix any, va interpretar el paper d'Esther a la pel·lícula de televisió Three Days of Christmas.
El seu èxit més gran arriba el 2019 i el 2020, on va interpretar el paper de Carolina Solozábal a la telenovel·la El secreto de Puente Viejo.
El 2020 va interpretar el paper de Sol a la sèrie de televisió La valla. També el mateix any, també va protagonitzar la sèrie No mentirás.
L'any 2021 va interpretar el paper de Lucía a la sèrie Todos mienten, distribuïda a Movistar+ i dirigida per Pau Freixas. El gener del mateix any va participar en els Premis Feroz per la sèrie Todos mienten. També el 2022 va interpretar el paper de Gaby a la sèrie de Netflix Bienvenidos a Edén, participació ja anunciada el 2021. També el 2022 va protagonitzar la sèrie Heridas.

## Filmografia

### Cinema
| Any  | Pel·lícula      | Personatge | Director/a   |
| ---- | --------------- | ---------- | ------------ |
| 2016 | Oh, quina joia! | Aina       | Ventura Pons |
| 2018 | Miss Dalí       | Anna María | Ventura Pons |

### Televisió
| Any         | Sèrie                      | Personatge          | Canal     | Nota         |
| ----------- | -------------------------- | ------------------- | --------- | ------------ |
| 2015        | Bajo sospecha              | Nuria Vega Valverde | Antena 3  | 8 episodis   |
| 2015        | La española inglesa        | Tamsi               | TVE       | Telefilm     |
| 2016        | Laia                       | Laia (nena)         | TV3       | Telefilm     |
| 2016 - 2017 | Big Band Clan              | Ana                 | Clan TV   | 26 episodis  |
| 2017 - 2022 | Com si fos ahir            | Julia               | TV3       | 41 episodis  |
| 2019        | Días de Navidad            | Esther              | Netflix   | 2 episodis   |
| 2019-2020   | El secreto de Puente Viejo | Carolina Solozábal  | Antena 3  | 164 episodis |
| 2020        | La valla                   | Sol                 | Antena 3  | 2 episodis   |
| 2020        | No mentirás                |                     |           |              |
| 2021        | Todos mienten              | Lucía               | Movistar+ | 6 episodis   |
| 2022        | Heridas                    |                     | Antena 3  | 1 episodios  |
| 2022        | Heridas                    | Atresplayer Premium |           | 1 episodios  |
| 2022        | Bienvenidos a Edén         | Gaby                | Netflix   | 8 episodis   |

### Curtmetratges
| Any  | Curtmetratges | Personatge | Cineasta         |
| ---- | ------------- | ---------- | ---------------- |
| 2020 | Mil Batalles  | Girl       | Dani Feixas Roka |